# 人群關係學派
人群關係學派是依「霍桑實驗學派」的成果而衍生出的學派。現代人群學派已經不只是一套處理人的技術組合；而是一種瞭解人群的分析途徑(approach)。近年來「組織行為」(organizational behavior)研究，即往這方向研究並以「組織行為」、「人力資源」取代「人群關係」。

## 受到重視的原因
一、管理階層有感於人性面重要性日增，終要注重組織的軟體、硬體的均衡發展。
二、梅堯等人群關係學派學者的發現提供給管理階層更多的理論基礎。
三、工會的形事和團體意識的抬頭，資方必須要用人性化的管理、領導方式，來誘使員工們施展全力，製造雙贏結果。
四、地方性產業日漸轉變為全國化甚至是全球化。管理階層面對不斷增加的員工就是面對不斷增加的人事問題、紛爭、衝突。因此如何有效解決因「人」而來的事務正是人群關係學派研究的項目

## 理論基礎

### 對人性的假設
不同於泰勒假設「人如果工作有效率，則他便會快樂」，人群關係學派假設「人若是快樂，則其工作便會有效率」

#### 個別差異
由於個別差異故人群關係哲學也就向民主政治哲學，從個人開始強調「差異管理」(the management differences)。

#### 完整的人
人不可割裂；當一個人被組織雇用時候則其所擁有的一切都帶入組織之中，故管理者對員工管理應該從整體分析、考量方可解決問題。

#### Y理論
讓「激勵」成為可能甚至是必要，為管理學者關切的議題。

#### 有動因的行為
人的行為係由一個人需要結構而引起。就是人的行為受以下因素產生:刺激(起因)→需求(動機)→行為(方向)

#### 人類尊嚴
偏重道德哲學的觀點而不是科學的結論。每個人所受到的尊嚴應相等，不能在組織之中地位高低而有差別待遇。

### 對組織性假設

#### 組織是種社會系統
組織之中同時存在著兩種社會系統，一是正式社會系統，另一個非正式社會系統。

#### 組織是種融合過程
組織同時進行著相輔相成的兩種過程:
一、社會化過程:行動有助達成組織目標。
二、個人化過程:行動有助實現個人願望。

### 強調管理的民主化

#### 雷德福(E. S. Redford)
民主道德有三大信條:
一、個人的實現。
二、平等主義。
三、普遍參與。
有意義的參與需要許多要件:
一、可以接近消息。
二、得直接、間接接近政策討論會。
三、公開讓公眾討論任何問題的能力。
四、可以維護一己之見而無懼強制報復。
五、可以考量所有主張所具有的要求。
凡是有這些條件的社會，即可稱為「開放的社會」。

#### 費富納(John M. Pfiffner)
工業民主有五大基本必備條件:
一、雙向溝通。
二、大眾影響政策。
三、責任管理。
四、工業基本人權宣言。
五、依據法規治理。

## 評述
一、把目標鎖定於提升生產力而非以成員福祉為最終價值。因而遭到史考特(W. Scott)批評成「母牛社會學」。
二、研究重點在組織成員個人行為並未考量組織整體、組織和外界的關係。